# Јунити (Орегон)
Јунити (енгл. Unity) град је у америчкој савезној држави Орегон.

## Демографија
По попису из 2010. године број становника је 71, што је 60 (-45,8%) становника мање него 2000. године.
| Група             | 2000.       | 2010.      |
| Белци             | 125 (95,4%) | 53 (74,6%) |
| Афроамериканци    | 0 (0,0%)    | 0 (0,0%)   |
| Азијати           | 0 (0,0%)    | 9 (12,7%)  |
| Хиспаноамериканци | 3 (2,3%)    | 6 (8,5%)   |
| Укупно            | 131         | 71         |